# Hallberg-Rassy 372
Die Hallberg-Rassy 372 (HR372) ist eine Hochsee-Segelyacht der schwedischen Werft Hallberg-Rassy. Sie ist seit 2008 auf dem Markt erhältlich. Das Design gestaltete, wie bei Hallberg-Rassy üblich, Germán Frers. Die Yacht ist das Nachfolgemodell der Hallberg-Rassy 37 (HR37). Die auffälligste Neuerung hierbei war die Verlagerung des Cockpits vom Mittelschiff nach achtern.

## Konstruktion

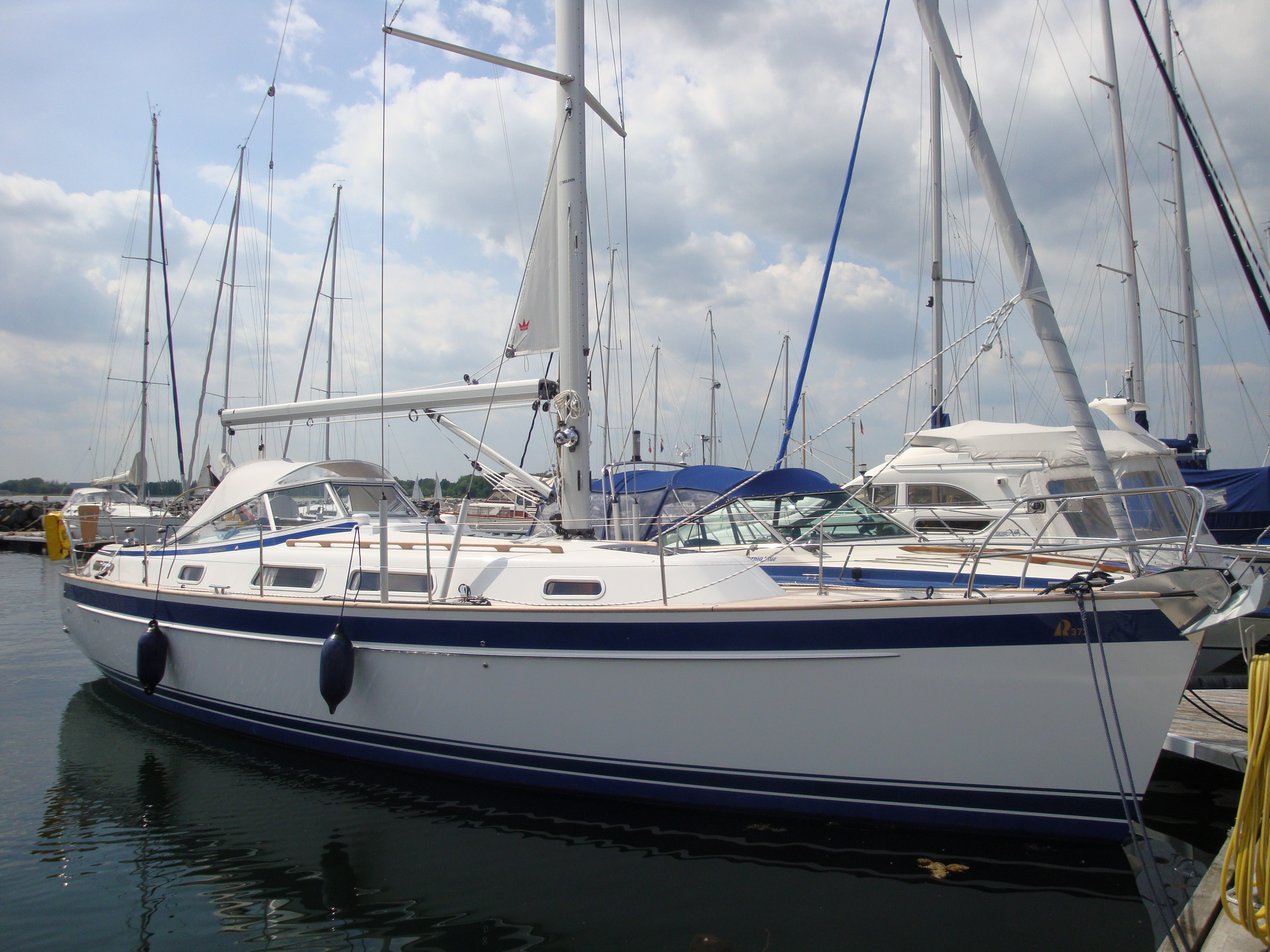
Hallberg-Rassy 372

Die HR372 war die erste Yacht der Werft in dieser Größenordnung, die mit Achtercockpit ausgeliefert wurde. Bei der Konstruktion wurde großer Wert auf die Möglichkeit des Einhandsegelns gelegt. Ermöglicht wird dies unter anderem durch elektrische Winschen. Im Vergleich mit der HR 37 ist der Mast circa ein Meter höher, der Kiel tiefer und der Rumpf etwa fünf Zentimeter länger. Die Werft deutete damit auf den Trend hin, die Yachten schneller und sportlicher zu gestalten. Wie alle Yachten wird die HR372 in der Werft von Hallberg-Rassy in Ellös gebaut.

### Weitere technische Daten
| Kenngröße    | Hallberg-Rassy 372        |
| ------------ | ------------------------- |
| Rumpflänge   | 11,35 m                   |
| Verdrängung  | 7,5 t                     |
| Motor        | Volvo Penta D2-55 / 130 S |
| Leistung     | 41 kW / 55 PS             |
| Hubraum      | 2,19 l                    |
| Diesel       | 270 Liter                 |
| Frischwasser | 425 Liter                 |

## Auszeichnungen
Die Hallberg-Rassy 372 wurde in diversen Fachpublikationen bereits mehrfach ausgezeichnet. Zu den besonderen Erfolgen zählt die Wahl zu „Europas Yacht des Jahres 2010, Bereich Luxury Cruiser“, sowie der Gewinn der Regatta „Tjörn runt“, der weltgrößten Binnenregatta.

## Pressestimmen
„Im Starkwind zeigt die 372 ihren wahren Sportgeist. Bei 35 Knoten Wind und einem Kurs von etwa 60 Grad macht die Hallberg-Rassy 372 satte 11 Knoten Speed über Grund – das ist erstaunlich (…) Der höhere Preis hat seinen guten Grund (…) Insgesamt ist die 372 die vielleicht schönste und aufregendste Yacht aus Ellös“

„Ein ungewöhnlich komplettes Fahrtenschiff.“

„Ein Vergnügen und leicht zu segeln, diese Mischung aus Performance und Küstencruiser behält das Topniveau in der Bauqualität und Ausstattung und verfügt über ein wohl proportioniertes Interieur. Schnell und leicht zu segeln, bietet sie ein großzügiges Cockpit für Crew und Steuer und ist für ein Paar einfach zu handhaben. Eine Qualitätsyacht mit schnellem Knopfdrucksegeln.“